# Tigres Femenil
Tigres de la UANL Femenil, häufig nur als Tigres Femenil bezeichnet, ist die allgemein übliche Bezeichnung einer mexikanischen Frauenfußballmannschaft aus San Nicolás de los Garza bei Monterrey, die dem Fußballverein Tigres de la UANL angeschlossen ist. Die Mannschaft ist auch unter dem Spitznamen Las Amazonas bekannt.

## Geschichte
Für den Frauenfußball in Mexiko begann eine neue Epoche, als Ende 2016 die Gründung der Liga MX Femenil beschlossen wurde, die prinzipiell als „geschlossene Gesellschaft“ der Erstligavereine aus der Liga MX gilt.
Wie auch bei vielen anderen Vereinen, führte die Gründung dieser Liga zu einer Reihe von Neugründungen von Frauenmannschaften innerhalb der bestehenden Sportvereine, von denen einige bis dato nur Männer- und Jungenmannschaften unterhalten hatten. So war es auch bei den Tigres de la UANL, die die Gründung dieser Liga zum Anlass nahmen, im Januar 2017 selbst eine Frauenfußballmannschaft auf die Beine zu stellen.
Obwohl erst neu gegründet, entwickelten die Tigres Femenil sich schnell zur führenden Frauenfußballmannschaft Mexikos. Im allerersten Turnier der neuen Liga MX Femenil, der Apertura 2017, gewannen sie die Vorrundengruppe 2 vor dem späteren Meister Chivas Femenil (der bereits 1997 offiziell gegründet wurde, aber dessen Wurzeln bis in die 1960er-Jahre zurückreichen), scheiterten dann aber im Halbfinale gegen Pachuca.
In den folgenden sieben Spielzeiten (beginnend mit der Clausura 2018 und endend mit der Apertura 2021) erreichten die Tigres Femenil stets die Finalspiele und krönten sich insgesamt viermal zum Meister, womit sie (Stand: Saisonende 2021/22) Rekordmeister der Liga MX sind. Fünfmal standen sie im Finale ihrem Lokalrivalen Rayadas de Monterrey, der Frauenmannschaft vom CF Monterrey, gegenüber. In drei Finalpaarungen des Clásico Regiomontano setzten sich die „Tigresas“ durch, in den beiden anderen Fällen die Rayadas. Bei der letzten Austragung in der Clausura 2022 scheiterte Tigres Femenil gegen den späteren Meister Chivas Femenil erneut im Halbfinale, womit sie bisher als einzige Mannschaft der Liga stets mindestens das Halbfinale erreicht haben.

## Erfolge
- Mexikanischer Frauenfußballmeister: Clausura 2018, Clausura 2019, Apertura 2020, Clausura 2021, Apertura 2022
- Campeón de Campeones: 2020/21